# Gozo
Gozo, maltézsky Għawdex (výslovnost [áwdeš]), je druhý největší ostrov souostroví Malta ve Středozemním moři a zároveň i součástí republiky Malta. Nachází se v Regionu Gozo.

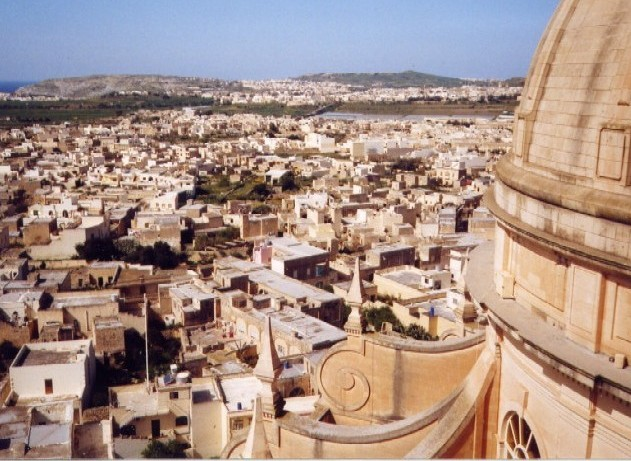
Pohled na Gozo a město Victoria

Rozloha ostrova činí 67 km², počet obyvatel kolem 37 000. S hlavním ostrovem Maltou je Gozo spojeno lodním převozem (přes 5 km) do přístavu Mġarr. Hlavní město je Victoria (dříve a i nyní stále často Rabat), ležící na úpatí starobylé pevnosti (Cittadella). Za zmínku stojí megalitický chrám Ġgantija z doby 3800 až 3000 př. n. l.
Povrch ostrova má víc zeminy než Malta, existuje zde více pramenů podzemní vody, a také hustota zalidnění a počet turistů je menší než na hlavním ostrově. Tyto tři faktory způsobují, že Gozo je úrodnější (a současně i mnohem zelenější) než hlavní ostrov a má proto převážně zemědělský ráz (ovoce, zelenina, víno, dobytek). K lokálním výrobkům patří zejména krajky a svetry z ovčí vlny.
Podle legend má být Gozo bájný ostrov z řeckých mýtů, kde Odysseus prožil několik let s nymfou Kalypsó (jeskyně, kde měli žít, je ukazována turistům).

## Historie

Vlajka ostrova Gozo

Gozo bylo osídleno již v období kolem roku 5 000 před naším letopočtem, kdy na ostrov přepluli zemědělci z okolí Sicílie.
Gozo bylo důležitým místem kulturní historie lidstva, během období neolitu zde byly postaveny chrámy jako Ggantija, které patří mezi nejstarší volně stojící konstrukce na světě, stejně jako mezi nejstarší světové sakrální stavby. Jméno chrámu v maltštině znamená "patřící obrům", protože folklorní legendy říkají, že chrámy byly postaveny obry. Další důležité archeologické naleziště na Gozo, jehož historie sahá až do období neolitu, je lokalita zvaná Brochtorff Circle. Také záznamy některých starověkých řeckých historiků (zejména Euhémera a Kallimacha z Kyrény) tvrdí, že Gozo je ve skutečnosti ostrov, který básník Homér popsal jako domov nymfy Kalypsó.
V červenci roku 1551 byl ostrov Gozo napaden vojsky Osmanské říše pod vedením admirála Sinan Paši, ostrov byl přitom zpustošen a většina jejích obyvatel, přibližně 5 000 lidí, byla zotročena a převezena do Tarhúna Wa Msalata v Libyi. Ostrov Gozo byl znovu osídlen mezi lety 1565 a 1580, většinou obyvateli ostrova Malty za podpory Řádu maltézských rytířů.
Historie Goza je velmi silně spojena s historií Malty, protože Gozo bylo podřízeno Maltě prakticky stále, pouze s krátkou výjimkou existence nezávislého státu Gozo mezi 28. říjnem 1798 a 20. srpnem 1801. V tomto období byla Malta obléhána a blokována francouzskou armádou po Napoleonově dobytí a ovládnutí Malty.

## Kultura a tradice
Ostrov Gozo je známý svými karnevaly (Festas), velkými a nákladnými oslavami, včetně zábavní pyrotechniky a hudebních a tanečních skupin. Festas probíhají především v letní sezóně, kdy sem během víkendu přichází mnoho lidí i z Malty, aby si prožili jedinečnou atmosféru slavností. V obci Nadur se mnoho místních obyvatel obléká do barevných a až neuvěřitelných kostýmů, jejichž původní význam a smysl již není známý.
Ve městě Victoria působí dva operní domy: Astra a Aurora.
Známé jsou i některé výrobky regionálních jídel nebo variant maltských jídel připravovaných na Gozo. Za zmínku zde stojí například speciality z králičího masa nebo kozí sýry cheeselet.